# Raoni (filme)
Raoni é um documentário belgo-franco-brasileiro de 1978 escrito e dirigido por Jean-Pierre Dutilleux e Luiz Carlos Saldanha sobre o cacique Raoni e sua luta pela preservação do Parque indígena do Xingu, alvo de ataques de madeireiros, grileiros e caçadores. O filme foi produzido por Barry Williams, o qual também atuou como técnico de som. Com narração original do ator Marlon Brando, e trilha sonora de Egberto Gismonti, a obra foi selecionada para o Festival Cannes (1977), e indicada ao Oscar de Melhor Documentário em 1978.

## Elenco
- Marlon Brando, narrador na versão inglesa
- Paulo César Peréio, narrador na versão em português
- Raoni, ele mesmo
- Cláudio Vilas-Boas, ele mesmo
- Clive Kelly, ele mesmo

1. ↑  «The 51st Academy Awards (1979) Nominees and Winners». oscars.org. Consultado em 6 October 2011 Verifique data em: |acessodata= (ajuda)
2. ↑  «NY Times: Raoni». Movies & TV Dept. The New York Times. Baseline & All Movie Guide. 2008. Consultado em 16 November 2008. Cópia arquivada em 14 April 2008 Verifique data em: |acessodata=, |arquivodata= (ajuda)